# Communauté de communes Marches du Velay-Rochebaron
Die Communauté de communes Marches du Velay-Rochebaron ist ein französischer Gemeindeverband mit der Rechtsform einer Communauté de communes im Département Haute-Loire der Region Auvergne-Rhône-Alpes. Sie wurde am 16. Dezember 2016 gegründet und umfasst 14 Gemeinden. Der Sitz der Verwaltung befindet sich im Ort Monistrol-sur-Loire.

## Historische Entwicklung
Der Gemeindeverband entstand mit Wirkung vom 1. Januar 2017 durch die Fusion der Vorgängerorganisationen Communauté de communes de Rochebaron à Chalencon und Communauté de communes Les Marches du Velay. 

## Mitgliedsgemeinden
| Gemeinde                                           | Einwohner 1. Januar 2022 | Fläche km² | Dichte Einw./km² | Code INSEE | Postleitzahl |
| -------------------------------------------------- | ------------------------ | ---------- | ---------------- | ---------- | ------------ |
| Bas-en-Basset                                      | 4.631                    | 46,76      | 99               | 43020      | 43210        |
| Beauzac                                            | 2.964                    | 36,33      | 82               | 43025      | 43590        |
| Boisset                                            | 382                      | 14,04      | 27               | 43034      | 43500        |
| La Chapelle-d’Aurec                                | 1.111                    | 11,79      | 94               | 43058      | 43120        |
| Les Villettes                                      | 1.455                    | 11,78      | 124              | 43265      | 43600        |
| Malvalette                                         | 882                      | 21,01      | 42               | 43127      | 43210        |
| Monistrol-sur-Loire                                | 8.874                    | 48,25      | 184              | 43137      | 43120        |
| Saint-André-de-Chalencon                           | 381                      | 17,20      | 22               | 43166      | 43130        |
| Saint-Pal-de-Chalencon                             | 1.019                    | 28,95      | 35               | 43212      | 43500        |
| Saint-Pal-de-Mons                                  | 2.324                    | 27,11      | 86               | 43213      | 43620        |
| Sainte-Sigolène                                    | 6.060                    | 30,64      | 198              | 43224      | 43600        |
| Solignac-sous-Roche                                | 261                      | 8,65       | 30               | 43240      | 43130        |
| Tiranges                                           | 455                      | 26,83      | 17               | 43246      | 43530        |
| Valprivas                                          | 540                      | 23,66      | 23               | 43249      | 43210        |
| Communauté de communes Marches du Velay-Rochebaron | 31.339                   | 353,00     | 89               | –          | –            |